# Maurício Alves Peruchi
Maurício Alves Peruchi (Montanha, Espírito Santo, Brasil, 2 de enero de 1990-Boulogne-sur-Mer, 12 de abril de 2014) fue un futbolista brasileño. Jugó de delantero. Falleció en 2014 debido a un accidente de tránsito.

## Trayectoria
Formado en las categorías inferiores del Fluminense, equipo con en el que debutó en la máxima categoría del fútbol brasileño. Tras el interés del Villarreal CF de España y del Chelsea FC de Inglaterra, se especuló sobre su posible contratación por parte del Villarreal CF de España por un millón de euros, aunque el mismo club brasileño desmintió la noticia.
El 12 de abril de 2014 sufre un choque contra un camión y pierde la vida.

## Clubes
| Club          | País    | Año         | Partidos | Goles |
| ------------- | ------- | ----------- | -------- | ----- |
| Fluminense    | Brasil  | 2007        | 16       | 0     |
| Villarreal B  | España  | 2010 - 2012 | 5        | 0     |
| Avaí (cedido) | Brasil  | 2011        | 12       | 1     |
| US Boulogne   | Francia | 2012 - 2014 | 3        | 1     |